# Call of the Sea (videojoc)
Call of the sea és un videojoc d’aventura creat per l’empresa Out of the Blue i publicat per Raw Fury. El joc va ser estrenat el 8 de desembre del 2020 a Windows, Xbox One i Xbox Series X/S. Més tard, l’11 de maig del 2021, es va estrenar a PlayStation 4 i PlayStation 5.

## Mode de joc
Call of the sea és un videojoc d’aventura creat per ser jugat des d’una perspectiva en primera persona. El joc està ambientat en els anys 30, i els jugadors prenen el control de la Norah (actriu de doblatge Cissy Jones), qui ha d’explorar una illa situada al Sud de l’oceà Pacífic per a trobar el seu marit, en Harry (actor de doblatge Yuri Lowenthal), que ha desaparegut després d’emprendre una expedició. L’estètica visual del videojoc és calmada i contemplativa, de fet, busca que el jugador s'instal·li en aquest món oníric i estableixi el seu propi ritme d’exploració. El joc no inclou cap sistema de combat, els jugadors progressen resolent diversos trencaclosques, que fan avançar la narrativa. Per a resoldre aquests trencaclosques, el jugador ha d'entendre el funcionament del món on té lloc la història, mitjançant la mateixa exploració. Essent un joc linear, el jugador no sentirà mai que ha deixat enrere detalls importants, cada trencaclosques l'acompanyarà a descobrir nova informació.

## Argument
La Norah Everhart rep un paquet amb un retrat d’en Harry, el seu marit, indicant les coordenades a una illa situada a l’est d’Otaheite (Tahití). En Harry va desaparèixer després d’haver embarcat en una expedició amb l’objectiu de trobar la cura per a la malaltia misteriosa de la família de la Norah, que l’està matant a poc a poc. La Norah viatja a l’illa en la que havia estat somiant sovint. En arribar, hi troba un campament fet servir per l’expedició, la qual consistia en Harry, la corresponsal Cassandra Ward, el mecànic Frank Dayton, el dermatòleg Ernest De Witt, el doblador d’accions de risc Roy Granger, i la guia tahitiana Teaharoa.
L’expedició va trobar un pou que els illens utilitzaven per a la realització d’un ritual on hi estava implicat l'icor negre. Impacient, en Roy va fer servir dinamita per a obrir el pou, causant, accidentalment, la seva pròpia mort i esquitxant el braç de De Witt amb l’icor. Aleshores, De Witt va perdre el seny i li van aparèixer taques a la pell, similars a les de la Norah. El grup va provar de fer una rèplica del ritual, però van haver d’abandonar l’acció en veure que el vaixell que els havia portat, el Lady Shannon, havia estat arrossegat a una terra propera. La Norah imita el ritual, causant així que el pou s'ompli amb flux, estant ella dins. La noia té una visió en la que camina des d’un penya-segat fins a un riu, mentre l’observa una criatura gegant semblant a un amfibi, i sobtadament, s'adona que ella mateixa s'ha transformat en una criatura marina.
La Norah es lleva prop del vaixell estavellat, Lady Shannon, i veu que la tripulació està desapareguda i el vaixell destrossat amb vestigis d’urpes. La Norah descobreix que l’expedició havia establert un altre campament i De Witt, ara boig, havia apunyalat en Frank, però li ho havien impedit i l’havien lligat, desapareixent més tard. El grup havia descobert un orgue gravat a les roques i l’havien fet servir per a obrir un passatge cap al temple situat al cim de l’illa. La Norah es dirigeix cap al temple, on l’expedició havia utilitzat altaveus amb tal d’utilitzar la música de l’orgue i obrir la porta del temple. Aquesta acció va causar un lliscament a les roques, mentre en Frank es sotmetia a la seva punyalada. Després de restaurar els altaveus, la Norah queda inconscient i té somnis sobre un desert cobert d’ossos de criatures marines, i hi apareix la capseta de música de la seva mare, que tocava la música de l’orgue. Cantant-la, la Norah obre el temple i troba una nota escrita per en Harry, on explica que ella no està malalta, sinó que està canviant i s'està transformant en quelcom nou, en un Profund, un monstre marí, súbdit de Dagón, criatura pertanyent al metavers de H. P. Lovecraft.
```
 La Norah troba escapades que li permeten transformar-se en la seva forma d'amfibi. Arriba a un poble habitat pels illencs que havien estat esclaus d’amos desconeguts. La Norah troba una nota d’en Harry explicant que els amos van portar els seus esclaus a un santuari per a completar la seva transformació, la qual ell mateix volia patir per ser com la Norah i així poder estar junts. Aquest fet va portar a discussions entre la Cassandra i la Teaharoa, finalitzant amb la partença de l’illa. La Norah viatja al santuari i troba criatures marines que la tracten amb familiaritat i la fan sentir-se més viva que mai.
```

Al santuari, hi troba una nota d’en Harry, en la que sembla que està perdent el seny, amb sang que porta cap a l’edifici. La Norah entra a la sala del tro i hi troba un cos mutilat amb les ulleres d’en Harry al costat. La Norah s'adona que es tracta del cos de la Cassandra qui, cobejant la immortalitat de les criatures marines, havia disparat a en Harry, havia intentat transformar-se i va morir en el procés. En Harry va entendre que el ritual no funcionaria amb ell i va marxar. Ell va enviar el paquet a la Norah, falsejant la seva pròpia mort en un intent per fer que ella patís la transformació i es salvés.
Depenent de la tria del jugador, la Norah pot completar la seva transformació o rebutjar-la. Si es transforma, abandonarà la humanitat i viatjarà per una ciutat submarina durant una aparent feliç vida eterna amb el preu de no veure mai més en Harry. Si rebutja la transformació, viurà els anys que li resten amb en Harry.
Durant els crèdits, la Norah i en Harry canten junts la seva cançó preferida, “Dear Old Pal of Mine”. Depenent de l'opció, la parella acabarà la cançó o serà interrompuda per la malaltia de la Norah. En Harry es queda sol en totes dues opcions de final i anys després, treballant com a degà d’Arqueologia a la Universitat Miskatonic, es preguntarà si va prendre la decisió correcta mentint a la Norah.

## Desenvolupament
Call of the Sea és el videojoc que va fer debutar Out of the Blue, un estudi independent creat a Madrid, Espanya. L’any 2020 l’equip estava compost per 12 persones. Segons Tatiana Delgado, fundadora de l’empresa Out of de Blue i amb renom en el món dels videojocs a Espanya, les obres d'H.P Lovecraft van ser la gran font d’inspiració pel videojoc. Ella va afegir però, que només es va inspirar en la part surrealista i onírica, i va remarcar que no seria un videojoc de terror. Ella va afegir que "Call of the Sea no és una descens cap a la bogeria sinó un alçament cap al seny". El joc es va enfocar en la narrativa, l’equip va treballar perquè els trencaclosques estiguessin completament integrats en la història. També es va inspirar en altres jocs d'aventura com Firewatch, Myst i Subnautica.
El joc va ser anunciat el 7 de maig del 2020, durant un esdeveniment digital l’amfitrió del qual fou Xbox Game Studios. Call of the Sea va ser llançat per Windows, Xbox One i Xbox Series X/S el 8 de desembre de 2020.